# Strange Bedfellows (ER)
Strange Bedfellows is de achttiende aflevering van het twaalfde seizoen van de televisieserie ER, die voor het eerst werd uitgezonden op 30 maart 2006.

## Verhaal
Twee gewonde tieners, een meisje en een jongen, worden gewond door een auto-ongeluk de SEH binnengebracht. Het meisje is bewusteloos en de jongen is wel bij bewustzijn, maar komt agressief over naar de dokters en de politie. Dr. Barnett ontdekt dan dat hij doof is en dat hij met zijn armen zwaait, omdat hij door middel van gebarentaal wil praten. De politie wist dit niet en mishandelen hem bij zijn arrestatie, omdat zij dachten dat hij hen aan wilde vallen met zijn zwaaiende armen. 
Dr. Kovac wil naar Darfur om dr. Carter te helpen. Als hij dit tegen dr. Lockhart vertelt, merkt hij dat zij hier niet zo blij mee is. Dan besluit hij om dr. Pratt te sturen in plaats van hem, dit om hem zo te straffen voor zijn gemaakte fouten. 
Taggart is positief met haar besluit om de parttimebaan aan te nemen bij Richard Elliott, en vooral het inwonen bij hem. 
Dr. Rasgotra besluit om in het oude appartement van dr. Lockhart te gaan wonen, dit tot teleurstelling bij dr. Barnett die haar weg ziet gaan. Hij beseft dat hij gevoelens heeft gekregen voor haar en twijfelt of hij dit aan haar kenbaar moet maken. Ondertussen krijgt dr. Rasgotra bezoek van haar schoonouders. Tot haar ontzetting vertellen zij dat ze gaan scheiden. 
Dr. Weaver heeft besloten om de operatie aan haar heup door te laten gaan. Als de dag is aangebroken vraagt zij aan dr. Lockhart of zij voor Henry wil zorgen als haar iets overkomt.
Dr. Morris neemt een baan aan als vertegenwoordiger voor een groot farmaceutisch bedrijf. 

## Rolverdeling

### Hoofdrollen
- Goran Višnjić - Dr. Luka Kovac
- Maura Tierney - Dr. Abby Lockhart
- Mekhi Phifer - Dr. Gregory Pratt
- Parminder Nagra - Dr. Neela Rasgrota
- Shane West - Dr. Ray Barnett
- Scott Grimes - Dr. Archie Morris
- Linda Cardellini - verpleegster Samantha Taggart
- Dominic Janes - Alex Taggart
- Laura Cerón - verpleegster Chuny Marquez
- Deezer D - verpleger Malik McGrath
- Montae Russell - ambulancemedewerker Dwight Zadro
- Michelle Bonilla - ambulancemedewerker Christine Harms
- China Shavers - Olivia Evans
- Abraham Benrubi - Jerry Markovic
- Troy Evans - Frank Martin

### Gastrollen (selectie)
- Armand Assante - Richard Elliot
- Ernie Hudson - kolonel James Gallant
- Sheryl Lee Ralph - Gloria Gallant
- Christopher Amitrano - politieagent Hollis
- Marc Bowman - D'Shawn
- Kendall Carly Browne - Brenda Naffey
- Erin Chambers - Brooke Sawyer
- Warren Stevens -  Coker
- Cathrine Grace - Mrs. Harrison